# Anthony Robbins

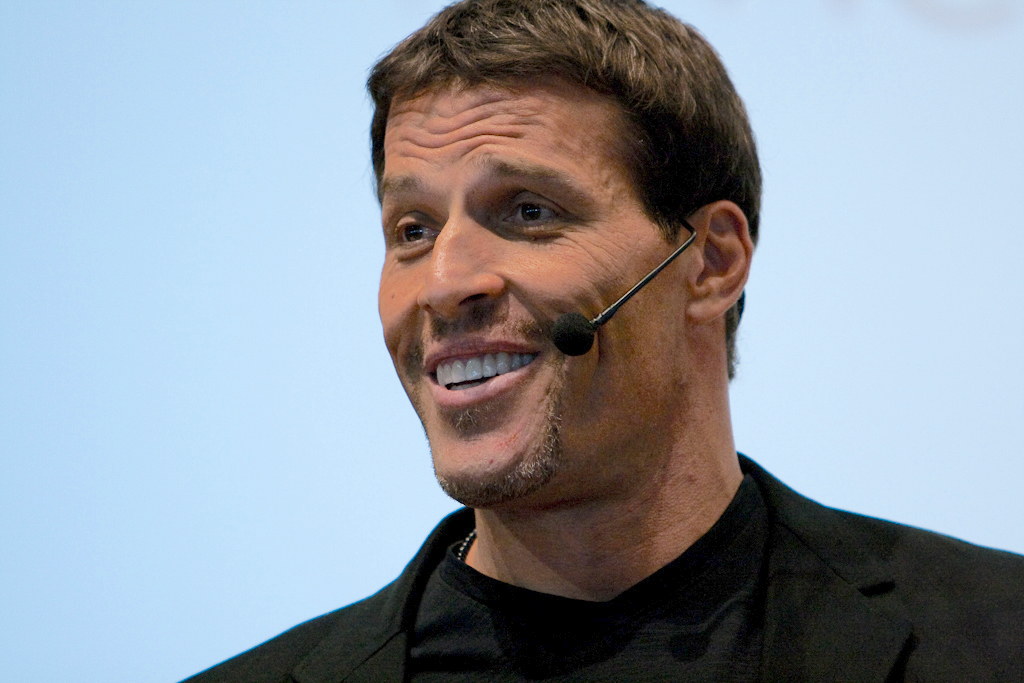
Anthony Robbins (2009)

Anthony „Tony“ Robbins (* 29. Februar 1960 in Azusa als Anthony J. Mahavorick) ist ein US-amerikanischer Bestsellerautor und NLP-Trainer. Er ist auch als ein Ausbilder von Coaches bekannt.

## Leben
Robbins ist der Autor dreier Bestseller über Erfolg und Neuro-Linguistisches Programmieren und ist Begründer der Neuroassoziativen Konditionierung. Das neurolinguistische Programmieren erlernte er unter dem NLP-Mitbegründer John Grinder.
Robbins wurde als Anthony J. Mahavorick am 29. Februar 1960 geboren und wuchs in Azusa, Kalifornien auf. Als er sieben Jahre alt war, wurde die Ehe seiner Eltern geschieden und Tony nahm den Nachnamen seines zweiten Stiefvaters, Jim Robbins, an.
Zu Beginn seiner Karriere befasste sich Robbins mit den Themen Gesundheit und Fitness. Robbins’ Ernährungs- und Gesundheitslehre wurde von Harvey und Marilyn Diamonds Fit for Life und auch Robert Young beeinflusst. Robbins bietet zahlreiche Seminare zu diesen Themen an.
Robbins hat Prominente wie den ehemaligen US-Präsidenten Bill Clinton und Profisportler wie Greg Norman, Mike Tyson, Chuck Liddell, Diego Sanchez und Andre Agassi und Mannschaften wie die Los Angeles Kings beraten.
Im Jahre 1993 wurde er von Toastmasters International als einer der fünf besten Redner der Welt geehrt.
In der Filmkomödie Schwer verliebt aus dem Jahre 2001 spielte er sich in einer Gastrolle selbst.

### Persönliches Leben
1984 heiratete Robbins Rebecca „Becky“ Jenkins, nachdem er sie bei einem Seminar kennengelernt hatte. Jenkins hatte drei Kinder aus zwei früheren Ehen, die Robbins adoptierte. Robbins und Jenkins reichten 1998 die Scheidung ein.
1984 zeugte Robbins mit seiner ehemaligen Freundin Liz Acosta ein Kind. Ihr Sohn, Jairek Robbins, ist auch ein persönlicher Empowerment-Coach und -Trainer.
Im Oktober 2001 heiratete Robbins Bonnie „Sage“ Robbins (geb. Humphrey). Sie leben in Manalapan, Florida.

## Kritik
Kritiker werfen Robbins vor, wissenschaftlich nicht bewiesene Techniken zu bewerben. Dazu zählen u. a. die Einnahme von Weizengras-Säften sowie die Magnet-Feld-Theorie, die Lebensmittel aufgrund ihrer „Energie-Frequenz“ bewertet, und die auf die als wissenschaftlich nicht fundiert eingeschätzten Fit for Life von Harvey und Marilyn Diamond zurückgeht.

## Veröffentlichungen
- Grenzenlose Energie. ISBN 978-3-548-74227-4 (1986, englisch Unlimited Power: The New Science of Personal Achievement. ISBN 978-0-7434-0939-1).
- Das Robbins Power Prinzip. ISBN 978-3-548-74226-7 (1992, Awaken the Giant Within, ISBN 978-0-7434-0938-4).
- Das Prinzip des geistigen Erfolgs: der Schlüssel zum Power-Programm. ISBN 978-3-548-74225-0 (1995, Notes from a Friend: A Quick and Simple Guide to Taking Charge of Your Life, ISBN 978-0-684-80056-1).
- Inner Strength: Harnessing the Power of Your Six Primal Needs. 2006, ISBN 978-0-684-80903-8.
- Money: Die 7 einfachen Schritte zur finanziellen Freiheit. 2015, ISBN 978-3-89879-914-0 (2014, englisch Money Master the Game: 7 Simple Steps to Financial Freedom. ISBN 978-1-4767-5780-3).
- Wie aus kleinen Veränderungen große Unterschiede werden: 365 Lektionen für mehr Selbstdisziplin. 2016, ISBN 978-3-89879-989-8 (1994, Giant Steps: small changes to make a big difference. ISBN 978-0671891046).
- Unangreifbar: Deine Strategie für finanzielle Freiheit. 2017, ISBN 978-3-95972-059-5 (2017, Unshakeable: Your Financial Freedom Playbook. ISBN 978-1501166884).
- Life Force: Steigern Sie Ihre Energie, Kraft, Vitalität, Lebensdauer und Leistungsfähigkeit mit den neuesten Durchbrüchen der Gesundheitsforschung. 2022, ISBN 978-3959725750 (aus dem Englischen: Life Force: How New Breakthroughs in Precision Medicine Can Transform the Quality of Your Life & Those You Love. 2022, ISBN 978-1982199883)